# Phare de la pointe Tree
Le phare de la pointe Tree est situé à proximité du Canal Revillagigedo, dans l'Alaska du Sud-Est, aux États-Unis.

## Histoire
La décision de construire un phare à cet endroit a été prise en avril 1903, et il a été mis en service le 30 avril 1904. Il était le premier et le seul phare construit sur le continent en Alaska.
C'est en 1930 qu'il a été prévu de reconstruire le phare en béton. Le travail, commencé en 1933, s'est achevé en 1935. La lentille de Fresnel qui l'équipait à l'époque a été transportée depuis dans le Tongass Historical Museum à Ketchikan.
Automatisé en 1969 il a été équipé en 1977 de feux à énergie solaire.
En 2004 le phare a été inscrit au National Register of Historic Places.

## Articles connexes

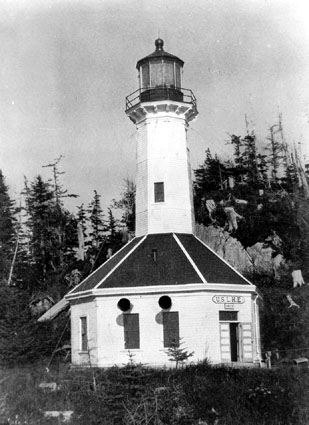
Le phare d'origine

## Sources
- (en) USCG

- (en) Cet article est partiellement ou en totalité issu de l’article de Wikipédia en anglais intitulé « Tree Point Light » (voir la liste des auteurs).